# Lao Securities Exchange
Die Lao Securities Exchange (LSX) ist die wichtigste Wertpapierbörse in Laos und befindet sich in der Hauptstadt Vientiane. Die an der LSX notierten Unternehmen haben mehr als 6,7 Billionen LAK (ca. 750 Millionen US-Dollar) eingesammelt.

## Geschichte
Im Jahr 2010 bat die laotische Regierung Südkorea um technische und finanzielle Unterstützung (die Korea Exchange hält einen Anteil von 49 Prozent an der LSX) sowie um Beratung aus dem benachbarten Thailand, um den Aufbau der Börse zu unterstützen. Der Bau des Glasgebäudes kostete 10 Millionen US-Dollar. Am 11. Januar 2011 nahm sie den Betrieb auf.

## Indizes
Der Leitindex der Börse ist der LSX Composite Index.